# Sanjin Prcić
Sanjin Prcić (ur. 20 listopada 1993 w Belforcie) – bośniacki piłkarz francuskiego pochodzenia występujący na pozycji pomocnika we francuskim klubie RC Strasbourg oraz w reprezentacji Bośni i Hercegowiny.

## Kariera klubowa
Od 2001 szkolił się w szkółce piłkarskiej FC Sochaux-Montbéliard. 31 sierpnia 2013 zadebiutował w drużynie zawodowej FC Sochaux na szczeblu Ligue 1. W 31 lipca 2014 roku podpisał kontrakt z Stade Rennais.
| Sezon   | Klub                   | Kraj      | Rozgrywki        | Mecze | Bramki | Rozgrywki Europy | Mecze | Bramki |
| ------- | ---------------------- | --------- | ---------------- | ----- | ------ | ---------------- | ----- | ------ |
| 2013/14 | FC Sochaux-Montbéliard | Francja   | Ligue 1          | 29    | 0      | -                | -     | -      |
| 2014/15 | FC Sochaux-Montbéliard | Francja   | Ligue 1          | 17    | 1      | -                | -     | -      |
| 2015/16 | Torino FC (wyp.)       | Włochy    | Serie A          | 2     | 0      | -                | -     | -      |
| 2015/16 | Perugia (wyp.)         | Włochy    | Serie B          | 13    | 3      | -                | -     | -      |
| 2016/17 | Stade Rennais FC       | Francja   | Ligue 1          | 25    | 1      | -                | -     | -      |
| 2017/18 | Stade Rennais FC       | Francja   | Ligue 1          | 19    | 1      | -                | -     | -      |
| 2018/19 | Levante UD             | Hiszpania | Primera División | 10    | 0      | -                | -     | -      |
| 2018/19 | RC Strasbourg          | Francja   | Ligue 1          | 13    | 2      | -                | -     | -      |

Stan na: 6 czerwca 2019 r.

## Kariera reprezentacyjna
Od 2012 roku występował w młodzieżowej reprezentacji Bośni i Hercegowiny. W pierwszej reprezentacji Bośni i Hercegowiny Prcić zadebiutował 3 września 2014 roku w wygranym 3:0 towarzyskim meczu z Liechtensteinem.